# Georges Ronsse

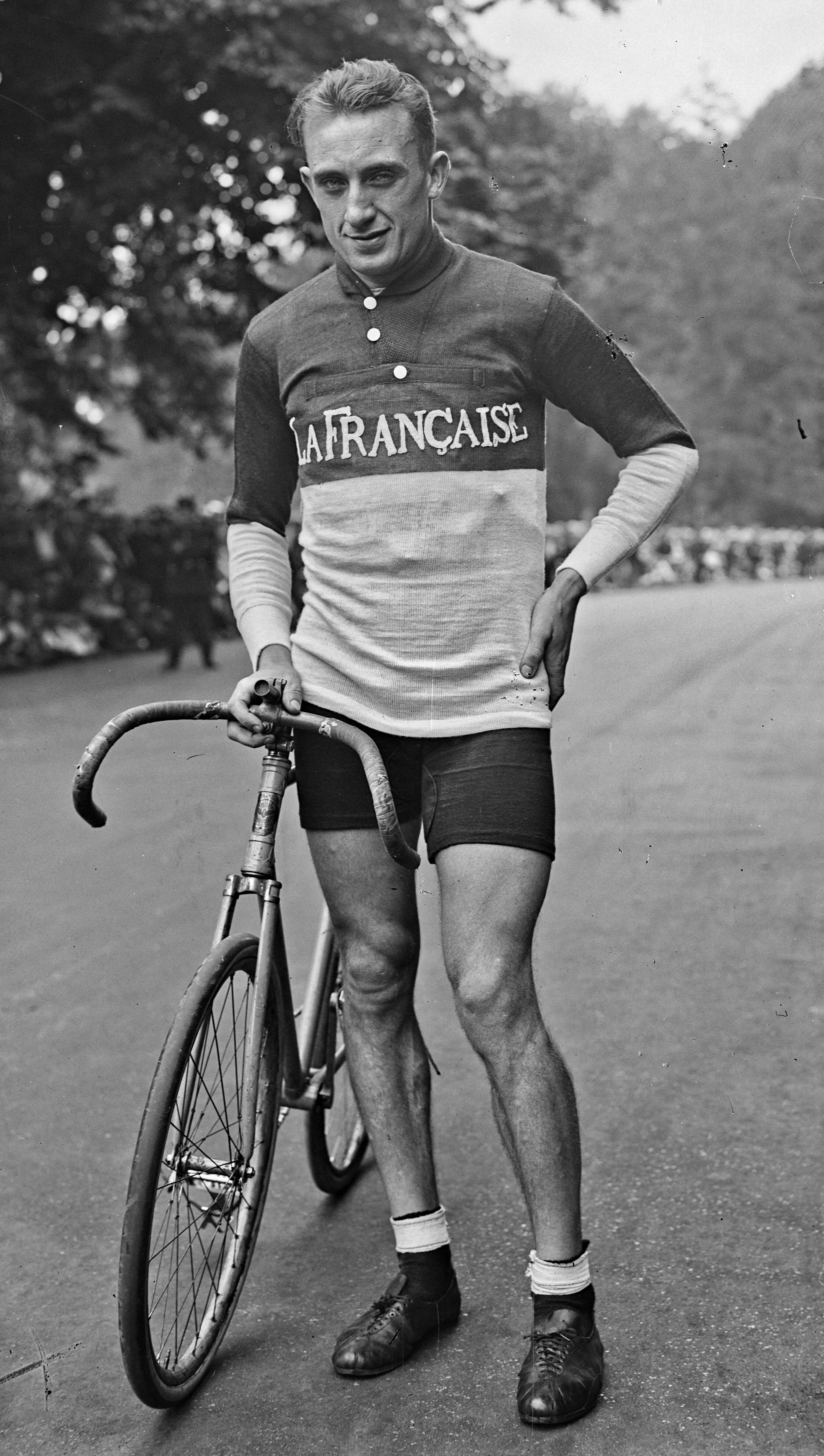
Georges Ronsse (1930)

Georges Ronsse (* 4. März 1906 in Antwerpen; † 4. Juli 1969 in Berchem) war ein belgischer Radrennfahrer.
Georges Ronsse gehörte zur belgischen Radsportelite zwischen den beiden Weltkriegen. Er begann im Alter von 16 Jahren mit dem Radsport. 
Von 1926 bis 1938 fuhr er als Profi. Bereits 1925 gewann er das prestigeträchtige Rennen Lüttich–Bastogne–Lüttich sowie die Belgien-Rundfahrt für Unabhängige. 1926 leistete er seinen Wehrdienst ab und konnte kaum Rennen bestreiten. 1927 konnte er die Klassiker Bordeaux–Paris und Paris–Roubaix für sich entscheiden; 1928 folgte ein weiterer Sieg bei Paris–Brüssel.
Im selben Jahr wurde Ronsse in Budapest Straßen-Weltmeister der Profis mit dem größten jemals erreichten Vorsprung von 17:33 Minuten; von 16 Startern kamen nur acht ins Ziel. Diesen Titel konnte er ein Jahr später in Zürich erfolgreich verteidigen. 1930 gelang Ronsse nochmals ein Sieg beim Radrennen Bordeaux–Paris; im selben Jahr belegte er den dritten Platz bei den Straßen-Weltmeisterschaften. 1933 wurde er Dritter der Belgien-Rundfahrt.
Ronsse fuhr auch als Steher auf der Bahn und wurde in dieser Disziplin dreimal (1934, 1935, 1936) nationaler Meister und zweimal Dritter bei Weltmeisterschaften.
Ronsse war zwischen 1928 und 1931 auch bei Rennen als Cyclocrossfahrer aktiv und konnte beim Critérium international de cyclo-cross 1928, 1930 und 1931 unter die besten Drei fahren. Er gewann den nationalen Titel im Querfeldeinrennen 1929 und 1930.